# Großsteingrab Skuldelev Marker 2
Das Großsteingrab Skuldelev Marker 2 war eine megalithische Grabanlage der jungsteinzeitlichen Nordgruppe der Trichterbecherkultur im Kirchspiel Skuldelev in der dänischen Kommune Frederikssund. Es wurde 1841 zerstört.

## Lage
Das Grab lag zwischen Onsved und Skuldelev, südlich des Onsvedvej auf erhöhtem Gelände. In der näheren Umgebung gibt bzw. gab es mehrere weitere megalithische Grabanlagen.

## Forschungsgeschichte
1841 wurde das Grab abgetragen. Im Jahr 1873 führten Mitarbeiter des Dänischen Nationalmuseums eine Dokumentation der Fundstelle durch. Zu dieser Zeit waren keine baulichen Überreste mehr auszumachen.

## Beschreibung
Die Anlage besaß eine Grabkammer, die von zwei konzentrischen Steinkreisen umgeben war. Über die Maße der Anlage sowie die Orientierung und Form der Kammer liegen keine Angaben vor.